# Rock in Rio: Cássia Eller ao Vivo
Rock in Rio: Cássia Eller ao Vivo é o quarto álbum ao vivo e o segundo álbum póstumo da cantora brasileira Cássia Eller, lançado em CD e DVD em 2006 pela MZA Music em parceria com a Artplan Comunicação. O álbum foi gravado em 13 de janeiro de 2001 no festival Rock in Rio III.
O álbum conta com as participações de Marcio Mello, Nação Zumbi, Fabão, Aurélio Kauffamann e Chicão, filho de Cássia Eller, então com sete anos, que tocou percussão na última música, o cover de "Smells Like Teen Spirit" do Nirvana, que foi incluída no setlist a pedido dele. A versão em DVD ainda conta com um making of com cenas dos bastidores, curiosidades e entrevistas com Cássia Eller e com os músicos que participaram do show.

### Faixas
| N.º            | Título                                                                                         | Compositor(es)                                                                                               | Duração |  |
| 1.             | "1º de Julho"                                                                                  | Renato Russo                                                                                                 | 5:19    |  |
| 2.             | "Partido Alto"                                                                                 | Chico Buarque                                                                                                | 3:28    |  |
| 3.             | "Pra Galera"                                                                                   | Luiz Brasil                                                                                                  | 0:41    |  |
| 4.             | "E.C.T."                                                                                       | Carlinhos Brown, Marisa Monte, Nando Reis                                                                    | 3:27    |  |
| 5.             | "Obrigado (Por Ter Se Mandado)"                                                                | Cazuza, Zé Luis                                                                                              | 3:05    |  |
| 6.             | "O Segundo Sol"                                                                                | Nando Reis                                                                                                   | 4:39    |  |
| 7.             | "Faça O Que Quiser Fazer" (Participação: Fabão: vocais)                                        | Fábio Allman, Felipe Cambraia, Lúcio Krops                                                                   | 4:14    |  |
| 8.             | "Infernal"                                                                                     | Nando Reis                                                                                                   | 3:08    |  |
| 9.             | "Malandragem"                                                                                  | Cazuza, Roberto Frejat                                                                                       | 4:02    |  |
| 10.            | "Coroné Antonio Bento / O Gosto do Amor / K@#0%!" (Participação: Márcio Mello: voz e guitarra) | João do Vale, Luiz Wanderley / Brian Welch, David Silveria, James Shaffer, Jonathan Davis, Reginald Arvizu / | 4:08    |  |
| 11.            | "Come Together / Corpo de Lama" (Participação: Nação Zumbi)                                    | John Lennon, Paul McCartney / Chico Science, Alexandre Salgues M. Costa, Gira, Jorge du Peixe, Lúcio Maia    | 4:24    |  |
| 12.            | "Quando a Maré Encher" (Participação: Nação Zumbi)                                             | Bernardo Chopinho, Fábio Trummer, Roger Man                                                                  | 3:52    |  |
| 13.            | "Smells Like Teen Spirit" (Participação: Chicão Eller: percussão)                              | Kurt Cobain, Krist Novoselic, Dave Grohl                                                                     | 4:57    |  |
| Duração total: | Duração total:                                                                                 | Duração total:                                                                                               | 49:19   |  |

## Músicos
- Cássia Eller - voz e violão
- Walter Villaça - guitarra
- Fernando Nunes - baixo
- Luiz Brasil - guitarra e violão
- Chico Chagas - teclado e sanfona
- Lan Lan - percussão
- Thamyma Brasil - percussão
- João Viana - bateria
- Carlos Martau - krica[5]

## Prêmios e indicações
| Ano  | Premiação                             | Categoria  | Resultado |
| ---- | ------------------------------------- | ---------- | --------- |
| 2007 | Prêmio Multishow de Música Brasileira | Melhor DVD | Indicado  |